# Agnieszka Ryś
Agnieszka Teresa Ryś z domu Marek (ur. 5 marca 1972 w Wieluniu) – polski samorządowiec, nauczyciel, przedsiębiorca i inżynier budownictwa, od 2024 wicemarszałek województwa łódzkiego.

## Życiorys
Córka Józefa i Teresy. Absolwentka kierunku budownictwa na Wydziale Budownictwa, Architektury i Inżynierii Środowiska Politechniki Łódzkiej. Kształciła się podyplomowo w zakresie szacowania wartości nieruchomości w Wyższej Szkole Zarządzania i Prawa im. Heleny Chodkowskiej oraz audytu energetycznego na potrzeby termomodernizacji i oceny energetycznej budynków na Politechnice Krakowskiej, a także zarządzania instytucjami publicznymi i samorządowymi na Politechnice Częstochowskiej. W 2001 uzyskała uprawnienia budowlane w zakresie pełnienia samodzielnej funkcji technicznej w budownictwie bez ograniczeń, a w 2009 do sporządzania świadectw charakterystyki energetycznej budynków i lokali. Od 2002 jest członkiem Łódzkiej Okręgowej Izby Inżynierów Budownictwa.
Przez 15 lat pracowała jako nauczyciel przedmiotów zawodowych budowlanych i logistycznych najpierw w Zespole Szkół Budowlanych, a potem w Zespole Szkół Nr 1 w Wieluniu. Została egzaminatorem Okręgowej Komisji Egzaminacyjnej w Łodzi. Zajęła się także prowadzeniem działalności gospodarczej w branży budowlano-logistycznej. Przez wiele lat przewodniczyła radzie nadzorczej lokalnej spółdzielni mieszkaniowej. W latach 2008–2015 kierowała Terenowym Inspektoratem Wojewódzkiego Zarządu Melioracji i Urządzeń Wodnych w Łodzi.
W 2010 wybrana do rady miejskiej Działoszyna z ramienia lokalnego komitetu. Do 2011 pełniła funkcję przewodniczącej tego gremium, a potem do 2014 funkcję przewodniczącej komisji rewizyjnej. W 2014 wystartowała w wyborach na burmistrza Działoszyna (zajęła 4. miejsce na 5 kandydatów) oraz do sejmiku łódzkiego z listy Polskiego Stronnictwa Ludowego. Od 2021 członek Polski 2050. W 2023 bez powodzenia kandydowała do Sejmu z ramienia Trzeciej Drogi, a w roku 2024 z tej samej listy uzyskała mandat radnej w sejmiku województwa łódzkiego. 11 czerwca tegoż roku wybrana na stanowisko wicemarszałka województwa łódzkiego.
Mężatka, ma dwoje dzieci.